# SMS Viribus Unitis
Le SMS Viribus Unitis est un cuirassé dreadnought de 1er classe (Schlachtschiff) de « classe Tegetthoff » construit pour la Marine austro-hongroise (K.u.K. Kriesgmarine). Il porte le nom de la devise personnelle de l'empereur François-Joseph Ier d'Autriche (1830-1916) signifiant « Par l'union des forces » ou « En unissant nos forces ». Ce nom de Viribus Unitis est parfois donné à cette dernière classe de cuirassé.

## Historique
Le Viribus Unitis fut le premier cuirassé de type construit sur les chantiers navals de Trieste, alors austro-hongrois. Sa quille fut posée le 24 juillet 1910 et il fut lancé le 24 juin 1911, onze mois après. Les navires de classe Tegetthoff ont été parmi les premiers à utiliser des tourelles triples pour l'artillerie lourde.
Le navire a été affecté à la 1re division de cuirassés austro-hongrois. L'archiduc François-Ferdinand d'Autriche (1863-1914) vint à son bord lors des manœuvres maritimes de juin 1914. Quelques jours après son assassinat, le Viribus Unitis est utilisé pour le transport de son corps et de celui de son épouse de Split à Trieste.
Pendant la première guerre mondiale, l'amiral Miklós Horthy l'a commandé et en a fait son navire-amiral. La langue de commandement à bord était l'allemand, bien que la majorité de l'équipage fut croate. À partir du port militaire de Pula, le navire croisa en Adriatique sans en sortir en raison du barrage d'Otrante.
Le 30 octobre 1918, son équipage croate en prend le contrôle, mais la nuit venue, il est coulé par des mines-ventouses posées par deux nageurs de combat de la marine italienne.
En passant entre les rangées de cuirassés autrichiens au mouillage, les assaillants italiens sont parvenus au Viribus Unitis vers 4h40 du matin. Ils ont placé une cartouche de TNT sur la coque du cuirassé, programmée pour exploser à 6h30. Ils ont ensuite inondé une seconde cartouche, la faisant couler sur le fond du port tout près du navire. Ces hommes n'avaient pas d'appareil respiratoire et devaient donc plonger en apnée. Ils ont été vus et embarqués à bord du Viribus Unitis juste après avoir placé les explosifs sous la coque du cuirassé, ce dont ils informèrent le nouveau capitaine croate. L'amiral Janko Vuković ordonna alors l'évacuation du Viribus Unitis et fit transférer les deux italiens à bord du Tegetthoff. Mais l'explosion ne se produisit pas à 6h30 comme prévu et Vuković, pensant qu'elle ne se produirait pas, retourna sur le Viribus unitis avec un groupe de marins. Les mines sautèrent à 6h44, coulant le cuirassé en 15 minutes. Vuković et une partie de son équipage furent tués dans le naufrage. L'explosion coula également le cargo autrichien Wien.
On ignore pourquoi la marine italienne prit la décision de couler ce cuirassé qui aurait pu grossir ses propres rangs, au moment où l'Autriche-Hongrie s'apprêtait à demander l'armistice et où les mutins croates en avaient pris le contrôle. Si l'état-major italien a eu connaissance du transfert de la marine austro-hongroise, par l'empereur Charles, au nouvel État des Slovènes, Croates et Serbes alors en formation à Zagreb, peut-être a-t-il voulu éviter qu'une aussi grosse unité tombe au pouvoir d'un État slave qui allait lui disputer Trieste, l'Istrie et la Dalmatie dans les négociations concernant le partage des territoires austro-hongrois entre les vainqueurs.